# Ampulex sybarita
Ampulex sybarita är en  stekelart som beskrevs av Kohl 1893. Ampulex sybarita ingår i släktet Ampulex och familjen Ampulicidae. Inga underarter finns listade i Catalogue of Life.